# Kōdai Tsukakoshi

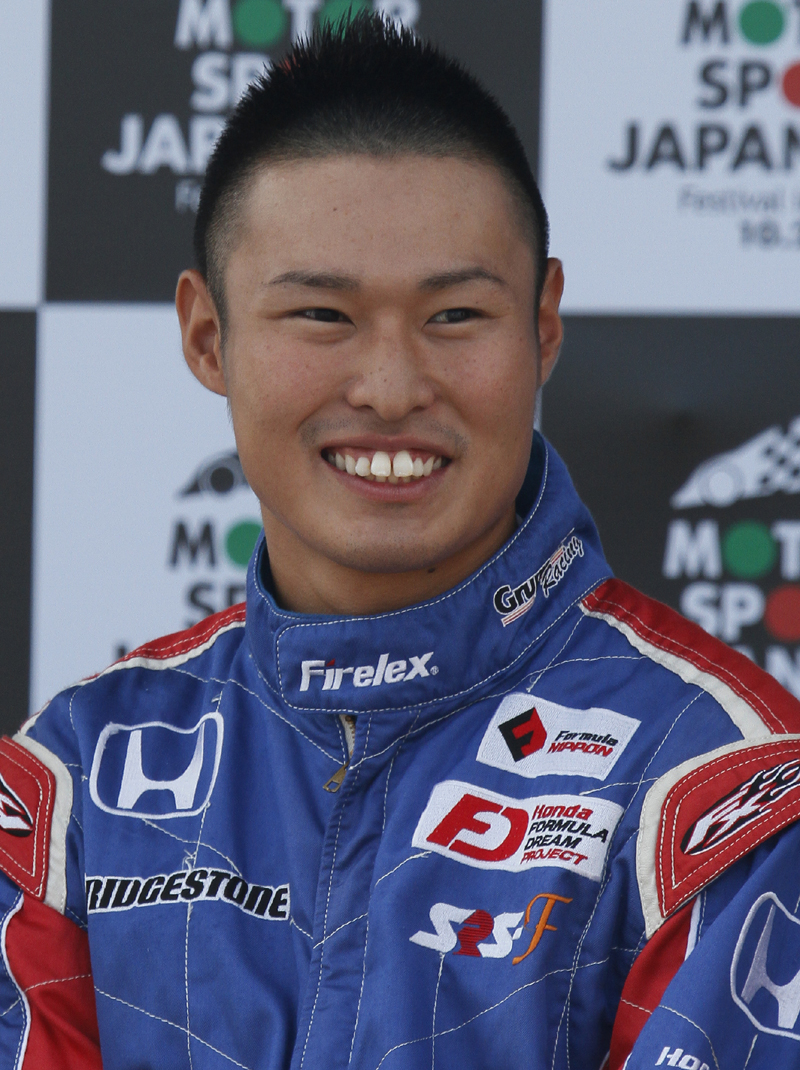
Kōdai Tsukakoshi 2010

Kōdai Tsukakoshi (jap. 塚越 広大, Tsukakoshi Kōdai; * 20. November 1986 in der Präfektur Tochigi) ist ein japanischer Automobilrennfahrer. Er trat von 2009 bis 2015 in der Super Formula (ehemals Formel Nippon) an.

## Karriere
Tsukakoshi begann seine Motorsportkarriere im Kartsport, in dem er bis 2003 aktiv war. 2004 wechselte er in den Formelsport in die japanische Formel Dream. 2005 gewann er den Meistertitel dieser Rennserie. Außerdem trat er zu einigen Rennen der japanischen Formel-3-Meisterschaft sowie zu einem Rennen der asiatischen Formel Renault Challenge an. 2006 fuhr Tsukakoshi für das Honda Team Mugen in der japanischen Formel-3-Meisterschaft. Er gewann ein Rennen und erreichte Platz fünf im Gesamtklassement. 2007 absolvierte Tsukakoshi seine dritte japanische Formel-3-Meisterschaft für das Honda Team Real. Er beendete die Saison mit zwei Siegen erneut als Fünfter in der Gesamtwertung. Außerdem startete Tsukakoshi für Manor Motorsport beim Macau Grand Prix und wurde Zweiter hinter Oliver Jarvis.
2008 wechselte Tsukakoshi nach Europa in die Formel-3-Euroserie. Für Manor Motorsport startend erzielte er 36 Punkte. Er gewann kein Rennen, wurde aber viermal Zweiter. Am Saisonende erreichte Tsukakoshi Platz sieben in der Gesamtwertung. Darüber hinaus bestritt er in Japan für Real ein Rennen der Super GT. Im Herbst nahm er für Piquet Sports an Testfahrten der GP2-Serie teil, zu einem Engagement kam es allerdings nichts.
2009 kehrte Tsukakoshi nach Japan zurück und startete für HFDP Racing in der Formel Nippon. Mit zwei vierten Plätzen als beste Resultate belegte er den siebten Platz in der Gesamtwertung. Außerdem startete er für Keihin Real Racing. Er beendete die Saison zusammen mit seinem Teamkollegen Toshihiro Kaneishi auf dem fünften Gesamtrang. 2010 bestritt Tsukakoshi für HFDP Racing seine zweite Saison in der Formel Nippon. Ein zweiter Platz war sein bestes Resultat und er schloss die Saison als Neunter der Meisterschaft ab. In der Super GT blieben Kaneishi und Tsukakoshi bei Keihin Real Racing. Die beiden gewannen ein Rennen und wurde Dritte im Gesamtklassement.

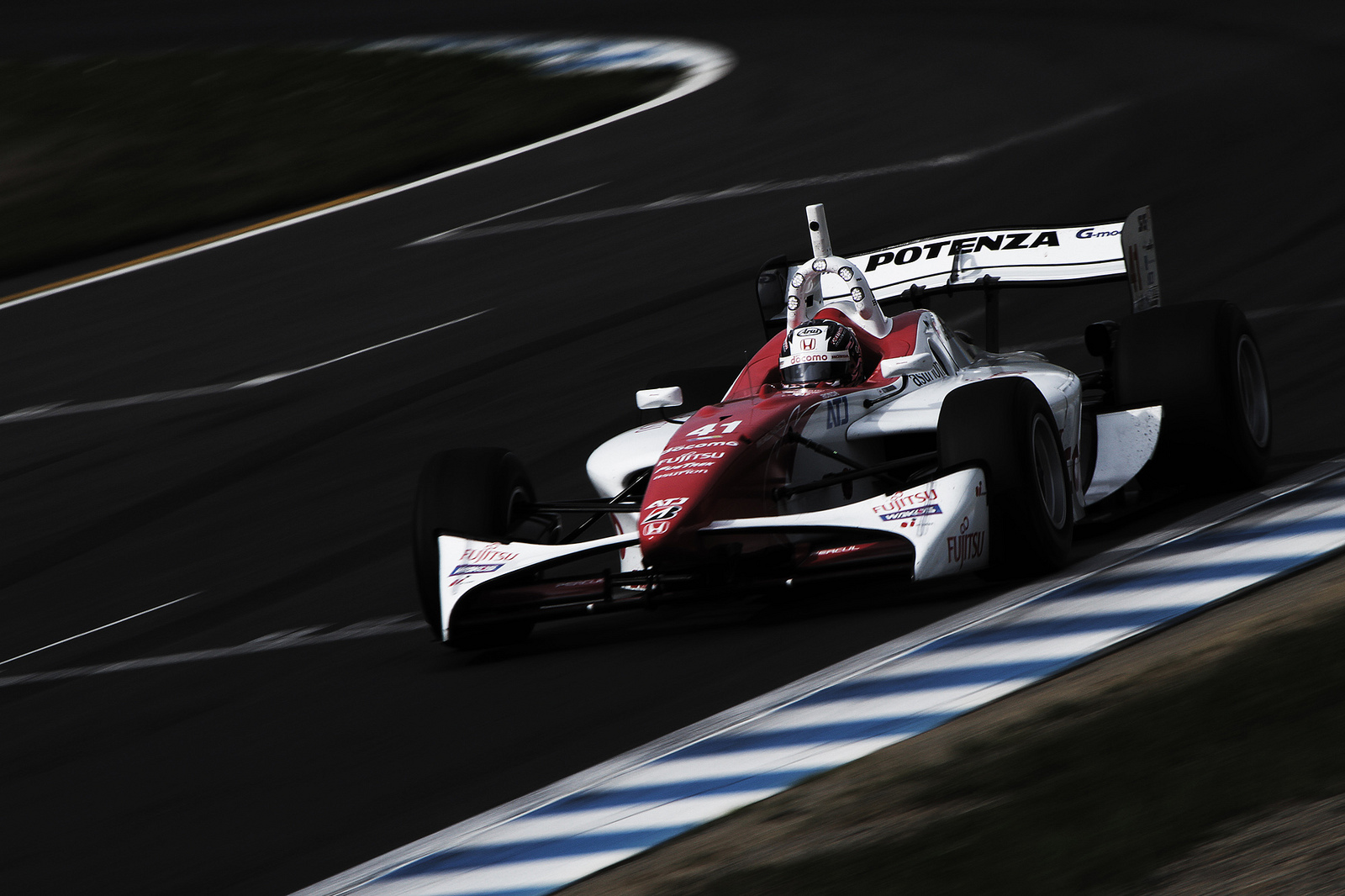
Tsukakoshi in der Formel Nippon 2012

2011 wechselte Tsukakoshi innerhalb der Formel Nippon zum Docomo Team Dandelion Racing. Mit zwei dritten Plätzen als beste Resultate wurde er Vierter in der Fahrerwertung. In der Super GT startete er erneut mit Kaneishi für Keihin Real Racing. Mit drei dritten Plätzen als beste Ergebnisse erreichten die beiden den vierten Rang. 2012 gelang Tsukakoshi für Dandelion startend in Kamitsue sein erster Sieg in der Formel Nippon. In der Meisterschaft wurde er mit 43 zu 46 Punkten Zweiter hinter Kazuki Nakajima. Darüber hinaus blieb er mit Kaneishi bei Keihin Real Racing in der Super GT. Die beiden belegten mit einem dritten Platz den zwölften Gesamtrang.

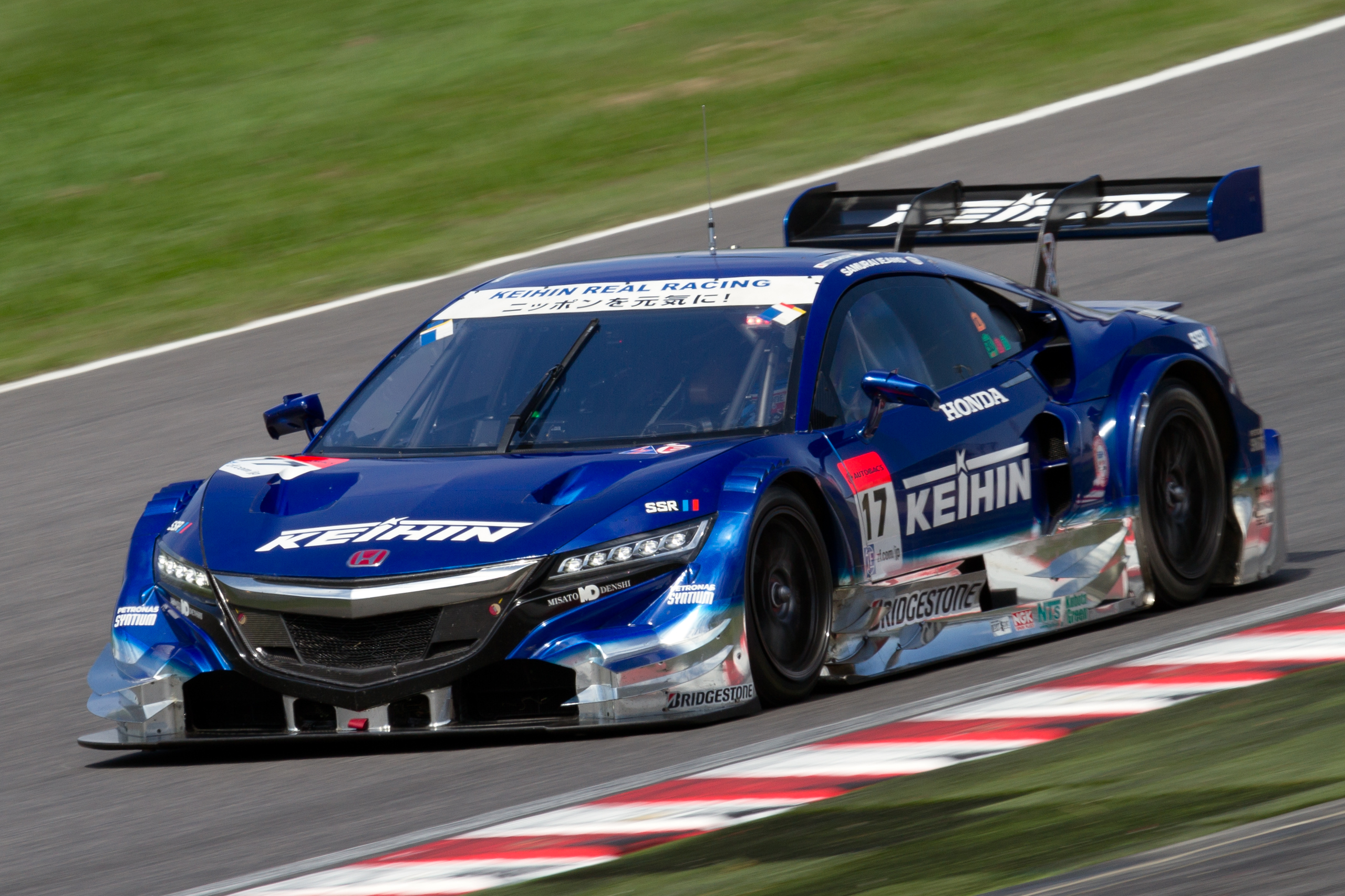
Tsukakoshi in der Super GT 2014

2013 wurde die Formel Nippon in Super Formula umbenannt und Tsukakoshi wechselte auch in dieser Meisterschaft zu Real Racing. Mit einem sechsten Platz erzielte er nur einmal Punkte und wurde 15. in der Fahrerwertung. In der Super GT erzielten Tsukakoshi und Kaneishi für Keihin Real Racing drei Podest-Platzierungen. Mit 67 zu 69 Punkten unterlagen sie am Saisonende Kōhei Hirate/Yūji Tachikawa und wurden Gesamtzweite. 2014 verbesserte sich Tsukakoshi in der Super Formula auf den elften Gesamtrang. Die Super GT schlossen Tsukakoshi und Kaneishi für Keihin Real Racing auf dem zwölften Platz ab. 2015 ging Tsukakoshi erneut für Real Racing in der Super Formula an den Start. Zwei neunte Plätze waren seine besten Resultate. In der Super GT bildete Tsukakoshi bei Keihin Real Racing in dieser Saison ein Fahrerduo mit Hideki Mutoh. Mit zwei dritten Plätzen wurden die beiden Rennfahrer Gesamtachte.

## Statistik

### Karrierestationen
| - 2004: Japanische Formel Dream - 2005: Japanische Formel Dream (Meister) - 2005: Japanische Formel 3 (Platz 14) - 2005: Asiatische Formel Renault Challenge - 2006: Japanische Formel 3 (Platz 5) - 2007: Japanische Formel 3 (Platz 5) - 2008: Formel-3-Euroserie (Platz 7) - 2008: Super GT (Platz 25) | - 2009: Formel Nippon (Platz 7) - 2009: Super GT (Platz 5) - 2010: Formel Nippon (Platz 9) - 2010: Super GT (Platz 3) - 2011: Formel Nippon (Platz 4) - 2011: Super GT (Platz 4) - 2012: Formel Nippon (Platz 2) - 2012: Super GT (Platz 12) | - 2013: Super Formula (Platz 15) - 2013: Super GT (Platz 2) - 2014: Super Formula (Platz 11) - 2014: Super GT (Platz 12) - 2015: Super Formula - 2015: Super GT (Platz 8) - 2016: Super Formula |

### Einzelergebnisse in der Formel Nippon/Super Formula
| Jahr | Team                         | Motor | 1   | 2   | 3   | 4   | 5   | 6   | 7   | 8   | 9   | 10  | Punkte | Rang |
| ---- | ---------------------------- | ----- | --- | --- | --- | --- | --- | --- | --- | --- | --- | --- | ------ | ---- |
| 2009 | HFDP Racing                  | Honda | FU1 | SU1 | MO1 | FU2 | SU2 | MO2 | AUT | SUG |     |     | 20     | 7.   |
| 2009 | HFDP Racing                  | Honda | 6   | 5   | 4   | 6   | 9   | 10  | DNF | 4   |     |     | 20     | 7.   |
| 2010 | HFDP Racing                  | Honda | SU1 | MO1 | FU1 | MO2 | SUG | AUT | SU2 | SU2 | FU2 | FU2 | 9      | 9.   |
| 2010 | HFDP Racing                  | Honda | 8   | 2   | 11  | 10  | DNF | DSQ | 12  | 10  | 3   | 7   | 9      | 9.   |
| 2011 | Docomo Team Dandelion Racing | Honda | SU1 | AUT | FU1 | MO1 | SU2 | SUG | MO2 | MO2 | FU2 |     | 26,5   | 4.   |
| 2011 | Docomo Team Dandelion Racing | Honda | 7   | 3   | 5   | 4   | C   | 4   | 3   | 8   | 7   |     | 26,5   | 4.   |
| 2012 | Docomo Team Dandelion Racing | Honda | SU1 | MO1 | AUT | FU1 | MO2 | SUG | SU2 | SU2 | FU2 |     | 43     | 2.   |
| 2012 | Docomo Team Dandelion Racing | Honda | 2   | 5   | 1   | 9   | 3   | 2   | 3   | 3   | DNF |     | 43     | 2.   |
| 2013 | HP Real Racing               | Honda | SU1 | AUT | FU1 | MOT | INJ | SUG | SU2 | SU2 | FU2 |     | 3      | 15.  |
| 2013 | HP Real Racing               | Honda | 9   | 6   | 9   | 9   | C   | DNF | DNF | DNF | 10  |     | 3      | 15.  |
| 2014 | HP Real Racing               | Honda | SU1 | FUJ | FUJ | FUJ | MOT | AUT | SUG | SU2 | SU2 |     | 8,5    | 11.  |
| 2014 | HP Real Racing               | Honda | 14  | DNS | 9   | DNF | 6   | 4   | DNF | 8   | 13  |     | 8,5    | 11.  |
| 2015 | Real Racing                  | Honda | SU1 | OKA | FUJ | MOT | AUT | SUG | SU2 | SU2 |     |     | 0      | –    |
| 2015 | Real Racing                  | Honda | DNS | 14  | 13  | DNF | 17  | 9   | 9   | 11  |     |     | 0      | –    |

Anmerkungen
1. 1 2 3 4  Für den Fuji Sprint Cup wurden keine Punkte vergeben.